# Isabella Banks Markell
Isabella Banks Markell (1891–1980) foi uma pintora americana. Markell nasceu em Superior, Wisconsin, e estudou na École de Beaux-Arts na década de 1930. Markell era conhecida em particular pelas suas muitas pinturas de paisagens do rio East de Nova York.
O seu trabalho encontra-se incluído nas colecções do Museu de Arte de Seattle, da Universidade de Drury e do Metropolitan Museum of Art, em Nova York.